# Bruchköbel
Bruchköbel é um município da Alemanha, situado no distrito de Main-Kinzig, no estado de Hesse. Tem 29,67 km² de área, e sua população em 2019 foi estimada em 20.471 habitantes.